# Filippino Gonzaga
Filippino Gonzaga (Mantova, fine XIII secolo – Mantova, 5 aprile 1356) è stato un condottiero italiano.

## Biografia

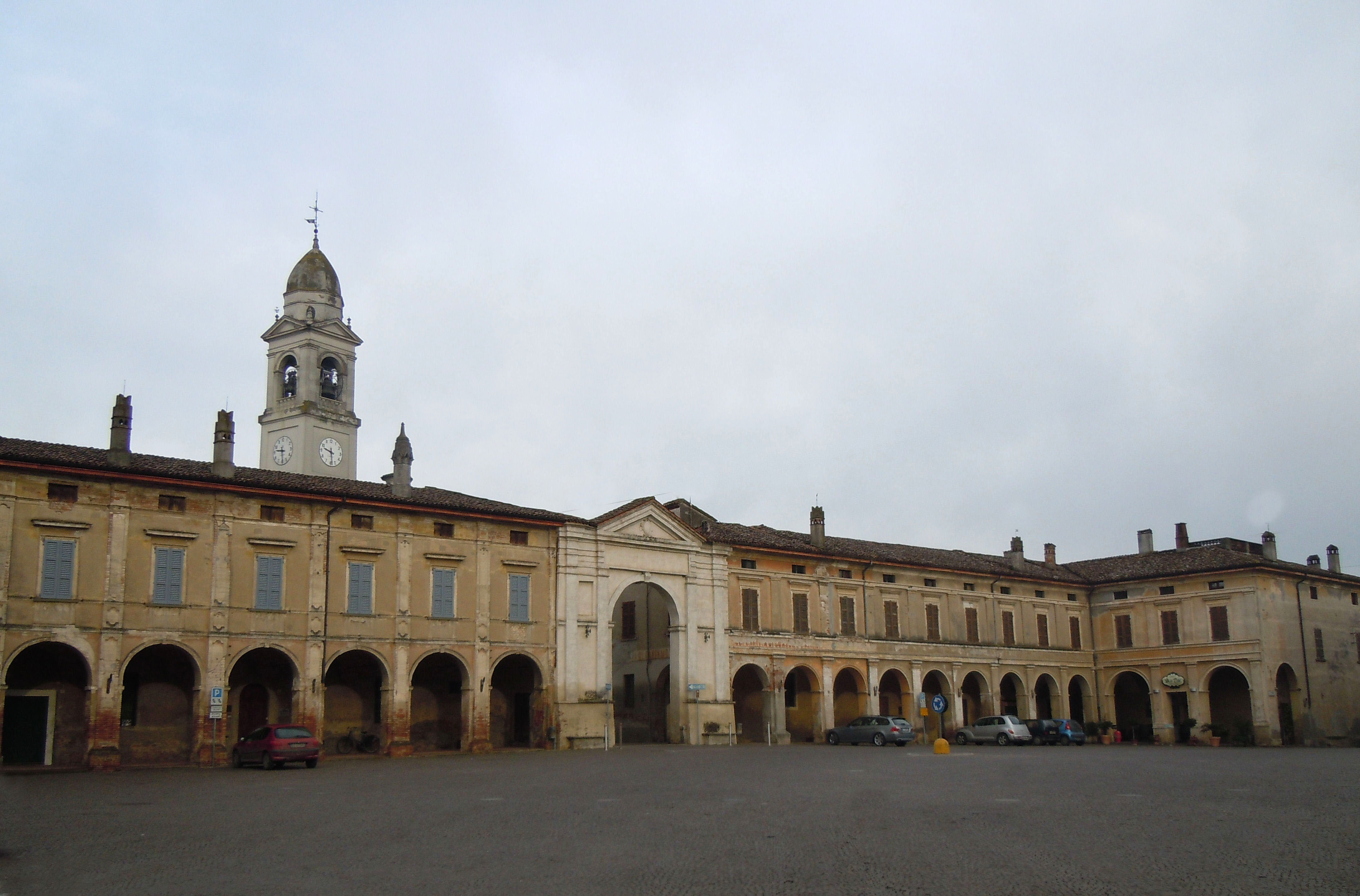
Isola Dovarese, piazza Matteotti

Era figlio di Luigi I Gonzaga, primo capitano del popolo di Mantova e di Richilda Ramberti.
Nel 1322 sposò Anna Dovara (m. 1354), discendente di Buoso da Duera signore di Cremona, che portò in dote i ricchi possedimenti di Isola Dovarese. Con questo matrimonio il Gonzaga iniziò il controllo delle terre cremonesi che comprendevano Isola Dovarese, Pomponesco, Correggioverde, Fossa Caprara, Vescovato, Sabbioneta, Commessaggio, Viadana e Cicognara, Rivarolo e San Giovanni in Croce.
Filippino partecipò nell'agosto del 1328 assieme al padre e ai fratelli alla cacciata da Mantova di Rinaldo, ultimo dei Bonacolsi.
Si ingraziò i Visconti di Milano facendo sposare la figlia Gigliola nel 1342 a Matteo II Visconti. Grazie a questa alleanza Filippino combatté a fianco dei milanesi contro gli Scaligeri, signori di Verona.
Nel 1350 era di nuovo a fianco dei Visconti contro la signoria di Bologna. Nel 1354 rimase vedovo e il 9 febbraio si risposò con Verena, figlia di Giovanni II d'Asburgo, dalla quale non ebbe figli. Iniziava per i Gonzaga l'imparentamento con gli ambienti imperiali, coltivato dal 1347.
Morì nel 1356 e fu sepolto nella Cattedrale di San Pietro a Mantova.

## Discendenza
Filippino e Anna ebbero due figlie:
- Gigliola (Egidiola) (1325-1375), sposa di Matteo II Visconti;
- Elisabetta (Verena Isabella) (1348 ca-1383), sposa nel 1354 Rodolfo IV d'Asburgo-Laufenburg.

Filippino ebbe anche alcuni figli naturali, tra questi:
- Galvano;[1]
- Polissena;[1]
- Eleonora, sposò Guido I Torelli di Mantova.[5]

## Ascendenza
|                           |     |                                              | Genitori        |  |  | Nonni |  |  | Bisnonni        |  |  | Trisnonni       |  |
|                           |     |                                              |                 |  |  |       |  |  | Antonio Corradi |  |  | Guidone Corradi |  |
|                           |     |                                              |                 |  |  |       |  |  | Antonio Corradi |  |  | Guidone Corradi |  |
|                           |     | …                                            |                 |  |  |       |  |  | Antonio Corradi |  |  |                 |  |
| Guido Corradi             |     |                                              |                 |  |  |       |  |  | Antonio Corradi |  |  |                 |  |
|                           |     | Richilde Pedroni                             | Ugo de' Pedroni |  |  |       |  |  |                 |  |  |                 |  |
|                           |     | Richilde Pedroni                             | Ugo de' Pedroni |  |  |       |  |  |                 |  |  |                 |  |
|                           |     | Richilde Pedroni                             | …               |  |  |       |  |  |                 |  |  |                 |  |
| Luigi I Gonzaga           |     | Richilde Pedroni                             |                 |  |  |       |  |  |                 |  |  |                 |  |
|                           |     | Strambino dei conti San Martino di Strambino | …               |  |  |       |  |  |                 |  |  |                 |  |
|                           |     | Strambino dei conti San Martino di Strambino | …               |  |  |       |  |  |                 |  |  |                 |  |
|                           |     | Strambino dei conti San Martino di Strambino | …               |  |  |       |  |  |                 |  |  |                 |  |
| Estrambina di San Martino |     | Strambino dei conti San Martino di Strambino |                 |  |  |       |  |  |                 |  |  |                 |  |
|                           |     | ...                                          | …               |  |  |       |  |  |                 |  |  |                 |  |
|                           |     | ...                                          | …               |  |  |       |  |  |                 |  |  |                 |  |
|                           |     | ...                                          | …               |  |  |       |  |  |                 |  |  |                 |  |
| Filippino Gonzaga         |     | ...                                          |                 |  |  |       |  |  |                 |  |  |                 |  |
|                           | ... | …                                            |                 |  |  |       |  |  |                 |  |  |                 |  |
|                           | ... | …                                            |                 |  |  |       |  |  |                 |  |  |                 |  |
|                           | ... | …                                            |                 |  |  |       |  |  |                 |  |  |                 |  |
| Ramberto Ramberti         | ... |                                              |                 |  |  |       |  |  |                 |  |  |                 |  |
|                           |     | ...                                          | …               |  |  |       |  |  |                 |  |  |                 |  |
|                           |     | ...                                          | …               |  |  |       |  |  |                 |  |  |                 |  |
|                           |     | ...                                          | …               |  |  |       |  |  |                 |  |  |                 |  |
| Richilda Ramberti         |     | ...                                          |                 |  |  |       |  |  |                 |  |  |                 |  |
|                           |     | Almerico Lavellongo                          | …               |  |  |       |  |  |                 |  |  |                 |  |
|                           |     | Almerico Lavellongo                          | …               |  |  |       |  |  |                 |  |  |                 |  |
|                           |     | Almerico Lavellongo                          | …               |  |  |       |  |  |                 |  |  |                 |  |
| Margherita Lavellongo     |     | Almerico Lavellongo                          |                 |  |  |       |  |  |                 |  |  |                 |  |
|                           |     | ...                                          | …               |  |  |       |  |  |                 |  |  |                 |  |
|                           |     | ...                                          | …               |  |  |       |  |  |                 |  |  |                 |  |
|                           |     | ...                                          | …               |  |  |       |  |  |                 |  |  |                 |  |
|                           |     | ...                                          |                 |  |  |       |  |  |                 |  |  |                 |  |